# 幸せであれ
『幸せであれ』（しあわせであれ）は、浜田雅功ソロ名義2枚目のシングル。

## 概説
テレビ朝日系『人気者でいこう!』で、浜田雅功、内藤剛志、袴田吉彦の3人が袴田、内藤、浜田の順に視聴者から公募した楽曲で連帯責任CDデビューし、オリコン初登場50位以内を目指す企画が行われた。本作はその1枚。
全員が目標を達成できれば、ラスベガス・ファーストクラスの旅がプレゼントされるが、できなければ、連帯責任として全員が丸坊主になる罰ゲームがあった。
当初は『3人がそれぞれ50位以内』というルールで、袴田が『本トの気持ち』で18位、内藤が『夢の続き』で26位にランクインしクリアしたが、浜田の順番が来た際に『3人の順位を足して50位以内』にルール変更され、浜田は初登場6位以内にランクインする事がクリア条件となった。その後、浜田は『幸せであれ』（新堂敦士提供）をリリースし、結果は4位にランクインしてクリアし、目標達成となった。
実際のプレゼントは旅行ではなく、『ラスベガス・ファーストクラスの旅』というタイトルのアルバムをリリースするものであった。のちに実際に旅をする企画が行われたが、旅行先は本物のラスベガスではなく、日本国内と韓国のカジノを巡る『行った気ツアー』だった。
CDの裏ジャケットを袴田・浜田・内藤の順に並べると、「連帯責任CDデビュー」の文字とともに、一続きの写真が出来上がる。
『岬めぐり』のような感じの曲を希望して作られた作品である。

## 曲目
作詞・作曲：新堂敦士　編曲：鈴木俊介
1. 幸せであれ
2. 幸せであれ（カラオケバージョン）